# 圣罗曼莱萨特
圣罗曼莱萨特（法語：Saint-Romain-les-Atheux，法語發音：[sɛ̃ ʁɔmɛ̃ le.z‿atø]）是法国卢瓦尔省的一个市镇，属于圣艾蒂安区。

## 地理
圣罗曼莱萨特（45°21'22"N, 4°22'34"E）面积14.68 平方千米，位于法国奥弗涅-罗讷-阿尔卑斯大区卢瓦尔省，该省份为法国中南部省份，北起顺时针与索恩-卢瓦尔省、罗讷省、伊泽尔省、阿尔代什省、上盧瓦爾省、多姆山省和阿列省接壤。
与圣罗曼莱萨特接壤的市镇（或旧市镇、城区）包括：圣瑞斯特马尔蒙、勒尚邦-弗日罗勒、容济约、拉里卡马里、圣热内-马利福。

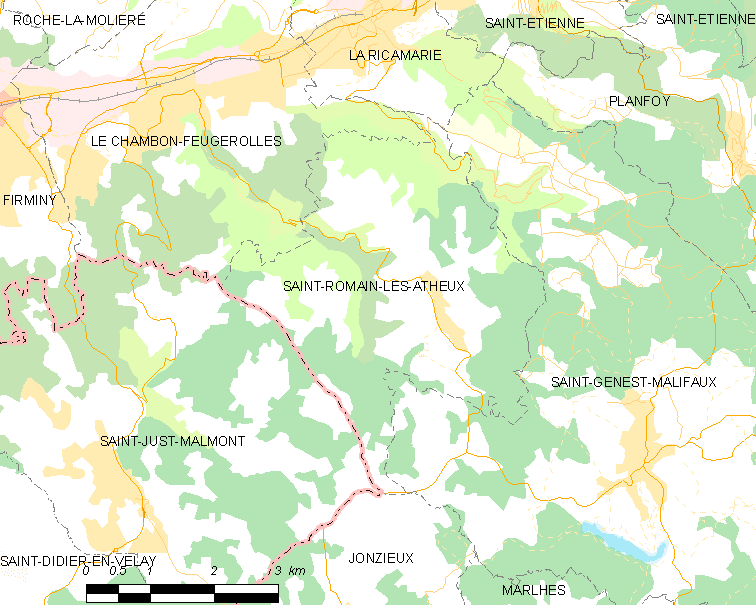
圣罗曼莱萨特的OSM定位图

圣罗曼莱萨特的时区为UTC+01:00、UTC+02:00（夏令时）。

## 行政
圣罗曼莱萨特的邮政编码为42660，INSEE市镇编码为42286。

## 政治
圣罗曼莱萨特所属的省级选区为勒皮拉县。

## 人口

1962-2008年间圣罗曼莱萨特人口变化图示

圣罗曼莱萨特于2022年1月1日时的人口数量为949人。